# Shenyang J-16
O Shenyang J-16 (chinês: 歼 -16) é um caça de ataque multifuncional
chinês bijato de assento duplo desenvolvido a partir do Shenyang J-11 (ele próprio derivado do Sukhoi Su-27) pela Shenyang Aircraft Corporation e operado pela Força Aérea do Exército Popular de Libertação (PLAAF).

## Projeto e desenvolvimento
Na década de 1990, a China comprou caças de superioridade aérea Sukhoi Su-27 da Rússia, incluindo aqueles produzidos sob licença na China como o Shenyang J-11A. O J-11A foi posteriormente melhorado no J-11B de assento único e na variante BS de assento duplo. O J-16 é uma aeronave de ataque derivada do J-11BS.
O J-16 é equipado com um radar de varredura eletrônica ativa (AESA) e é movido pelo motor chinês Shenyang WS-10A. O peso é reduzido por meio do maior uso de materiais compostos. As unidades J-16 receberam tinta absorvente de radar para melhor auxiliar nas missões de supressão das defesas aéreas inimigas (SEAD).
De acordo com o Royal United Services Institute (RUSI), o J-16 representa um dos desenvolvimentos recentes refletindo que as várias tecnologias de poder aéreo da China ultrapassaram as da Rússia. O pesquisador de aviação da RUSI, Justin Bronk, explica que o J-16 tem vantagens sobre os caças russos contemporâneos na aplicação de materiais compostos, aviônicos de radar, mísseis e uso em larga escala de sistemas de mira a laser. O desenvolvimento de caças de nova geração, como o J-16, o J-11B e o J-20, mostra que a China fez a transição da dependência do projeto russo para a incorporação de tecnologias de sensores e armas nativas que estão superando as da Rússia e começou a construir uma liderança técnica clara na maioria dos aspectos do desenvolvimento de aeronaves de combate.
Os militares chineses estão desenvolvendo capacidades autônomas avançadas para suas aeronaves de combate. É relatado que uma variante do J-16 com co-piloto de banco traseiro substituído por um algoritmo de inteligência artificial chamado "vitória da inteligência" (chinês: 智胜; pinyin: Zhì shèng) estava sendo testado em março de 2021 na Shenyang Aircraft Corporation. Uma aeronave semelhante também foi detectada por imagem de satélite em uma base de teste experimental perto de Malan, na província de Xinjiang, em junho de 2021.

## Histórico operacional
O primeiro voo pode ter ocorrido de 2011 a 2012.
Em abril de 2014, a PLAAF recebeu um regimento de J-16s.
O J-16 entrou em serviço em 2015 e foi oficialmente revelado em 2017 durante o desfile do 90º aniversário do Exército de Libertação Popular.
Em junho de 2021, um exercício de combate foi conduzido perto da zona de identificação de defesa aérea de Taiwan.

## Variantes
- J-16
- J-16D: Variante de guerra eletrônica (EW). Equipado com cápsulas EW nas pontas das asas. O sistema EW interno substitui o IRST e o canhão de 30 milímetros.[1] Consta que voou pela primeira vez em dezembro de 2015.[13]

## Operadores
China
- Força Aérea do Exército Popular de Libertação – 150 à 200+ unidades em cinco brigadas de aviação em 2021.[2][3]

## Especificações
Dados de [carece de fontes?]
Características gerais
- Tripulação: 2[4]
- Central de potência: 2 × turbofans de pós-combustão Shenyang WS-10A, 120-140[6] kN (27.000-31.000 lbf) com pós-combustão

Desempenho
- Velocidade máxima: Mach 2[14]

Armamento
- 1 canhão de  30 milímetros[1]
- Munições em doze pontos difíceis externos, incluindo:[4]
  - Mísseis ar-ar[4]
    - PL-10[15]
    - PL-15[15]
    - PL-21

  - Mísseis anti-navio[4]
    - KD-88[16]
    - YJ-83K[16]

  - Foguetes[4]
  - Bombas guiadas[4]
  - Mísseis anti-radiação[4]
  - Cápsulas de mira YINGS-III[1]

Aviônica
- Radar AESA[1]
- IRST[1]
- Cápsulas EW (J-16D)